# Borusseum
Borusseum - das Borussia-Dortmund-Museum är ett fotbollsmuseum tillhörande den tyska fotbollsklubben Borussia Dortmund. Det öppnades i nordöstra hörnet av Westfalenstadion (numera Signal Iduna Park) i december 2008.
Museet tillkom genom donationer från fans, företag och institutioner och de tackas i en särskild del i lokalen. Borussia Dortmund är ett av Tysklands mest framgångsrika klubblag och har samlat på sig många värdefulla föremål genom åren.

## Utställda föremål (urval)
- UEFA Champions League-pokalen från vinsten 1997 (replika)
- VM för klubblag-pokalen, 1997
- Lothar Emmerichs matchtröja från finalsegern i Cupvinnarcupen 1966 på Hampden Park i Glasgow
- Matchbollen från finalen Westfalenmästerskapen 1947 (seger mot rivalerna Schalke 04)
- Helmut Schöns keps (västtysk förbundskapten 1964-78)